# Конфигурация головки плода в родах
Конфигурация головки плода — компенсаторно-приспособительный процесс, обеспечивающий приспособление размеров и формы головки к действующим на неё силам при прохождении через родовой канал матери. Одна сила — это идущее сверху давление, обусловленное потугами. Вторая сила — это давление, вызванное сопротивлением недостаточно раскрытых родовых путей матери. Свойство головки приспосабливаться к размерам родового канала называется конфигурабельностью или пластичностью. Конфигурабельность головки зависит от характера швов и состояния родничков черепа, растяжимости мягких тканей, прочности костей, срока беременности и других факторов. Понятие "конфигурация"  давно употребляется в русской, немецкой и англоязычной литературе, однако в настоящее время в англоязычной литературе в качестве синонима чаще используется термин "molding"

## Механизм конфигурации
Процесс конфигурации осуществляется благодаря швам и родничкам, эластичности костей черепа и способности костей смещаться друг по отношению к другу, заходить друг на друга и др. Конфигурация обеспечивается существованием эволюционно сформированных механизмов приспособления, среди которых не только смещения костей крыши черепа, но и наличие длинных мостовых вен, наличие субдурального выпота, способствующего скольжению паутинной оболочки по твердой мозговой оболочке мозга, пластичность ткани мозга, возникновение перекрестных захождений костей черепа, препятствующих сдавлению ткани мозга и других.

## Классификация конфигураций
Различают физиологическую и патологическую конфигурации. В свою очередь патологическая конфигурация дифференцируется на чрезмерную, быструю и асимметричную. Акушеры в результате вагинального исследования выделяют следующие стадии конфигурации, данные о которых заносят в партограммы, - 
1 степень (+1) – края костей черепа сдвигаются в области швов, могут соприкасаться, но не заходят друг на друга, 2 степень (+2) – кости заходят друг на друга, но легко могут сдвигаться в обратную сторону, 3 степень (+3) – кости заходят друг на друга, но даже при давлении пальцем руки не отходят обратно; процесс захождения может прогрессировать. Отсутствие смещений костей рассматривается как нулевая стадия.  В. В. Власюк по результатам патологоанатомического исследования выделяет три степени конфигурации головки: легкую, умеренную и выраженную. При 1-й степени наблюдается захождение костей по одному из швов или псевдозахождение, при 2-й степени — захождение в пределах более 1 шва до 2,5 швов, при 3-й степени - захождение  более 2,5 швов. Физиологическая конфигурация не сопровождается поражением головного мозга, а патологическая ведет к данному поражению.
Значение конфигурации
Благодаря конфигурации происходит продвижение головки по родовому каналу матери и в конце концов рождение ребёнка. При умеренной и выраженной конфигурации возрастает риск родовых повреждений плода. При увеличении степени конфигурации возрастает частота многих поражений мозга, прежде всего лептоменингеальных кровоизлияний. Невозможно понять причину и предупредить РТ, если не знать состояние конфигурации головки плода в родах. При физиологической конфигурации не возникает существенных повреждений черепа и отсутствуют повреждения головного мозга. При патологической конфигурации возникают родовые травматические повреждения как в виде отчетливых проявлений родовой травмы, так и в виде компрессионной гипоксии (энцефалопатии) или компрессионно-гипоксической родовой травмы.
Патологическая конфигурация является причиной следующих повреждений: переломов черепа, разрывов мозжечкового намета, серпа, мостовых вен, паутинной оболочки, сдавлений вен, синусов и артерий, сдавлений вещества мозга и размозжений, субдуральных, лептоменингеальных, внутримозговых и внутрижелудочковых кровоизлияний, гипоксически-ишемических поражений мозга, инфарктов мозга и др. 
О чрезмерной конфигурации можно говорить тогда, когда дальнейшие смещения костей, натяжения оболочек и сосудов, а также перемещение и сдавление вещества мозга сопровождаются их повреждениями, прежде всего разрывами и кровоизлияниями. Чрезмерная конфигурация возникает как при различных сужениях таза и родового канала матери, так и при неправильных вставлениях и предлежаниях головки. 
Несимметричная конфигурация возникает прежде всего в случаях асинклитического вставления головки, при которых происходят, например, несимметричные натяжения вен и мозжечкового намета с высоким риском их повреждений. Если бы вставление было синклитическим, то даже при большей степени конфигурации головки повреждения могли бы не наступить. 
При быстрой конфигурации (быстрые и стремительные роды, родостимуляция, тазовые предлежания, акушерские пособия и др.) адаптивные механизмы минимальны и конфигурация той же степени выраженности может вести к значительным повреждениям. Быстрая конфигурация не позволяет реализовать все важные компенсаторно-приспособительные механизмы и чревата родовыми повреждениями. Отсюда вытекает вывод, что стимуляция родов, ускорение родоразрешения может способствовать родовым травматическим повреждениям. Большая скорость выполнения пособий и родоразрешающих операций не всегда целесообразны, если учитывать значение патологической конфигурации в возникновении РТ. Выдающийся американский детский патолог Поттер в свое время справедливо отмечала, что листки оболочек мозга могут выдерживать значительное постепенное растяжение, но легко разрываются, когда те же силы действуют в течение короткого отрезка времени.